# Pezou
Pezou är en kommun i departementet Loir-et-Cher i regionen Centre-Val de Loire i de centrala delarna av Frankrike. Kommunen ligger i kantonen Morée som tillhör arrondissementet Vendôme. År 2022 hade Pezou 1 093 invånare.

## Befolkningsutveckling
Antalet invånare i kommunen Pezou
| Referens: INSEE |